# Kalvshälla
Kalvshälla var en medeltida gård och sedermera by i Järfälla socken i Stockholm, vars historia går tillbaka till järnåldern. Byn låg på en kulle strax väster om vad som idag är Barkarby flygfält.

## Historia
Byn nämns för första gången i text i ett fastebrev från år 1347. I närheten finns dock gravfält från yngre järnålder vilket indikerar att platsen bebotts i lång tid innan dess. De äldsta byggnaderna av vilka det finns rester kvar dateras till första hälften av 900-talet, alltså vikingatid. När fastebrevet skrevs bestod Kalvshälla av en gård som brukades av en bonde vid namn Knut. Gården ödelades vid en brand år 1625 men byggdes upp igen. Från 1630-talet och ungefär trettio år framåt fanns ett gästgiveri på gården, och 1690 ett soldattorp. Gården delades vid ett arvskifte år 1723 men några år senare sålde de båda arvingarna sina delar till Säby säteri. Vid den tiden fanns två gårdar och efter försäljningen anlades ytterligare en, vilken dock lades ner några årtionden senare. De båda gårdarna kallades Övergården och Nedergården och var i bruk fram till mitten av 1850-talet. Några år senare kom de åter i bruk då tjänstefolk inhystes i Kalvshälla, men 1872 övergavs de för gott.

## Utformning
De två första gårdarna låg tillsammans på kullen medan den tredje låg ungefär 100 meter norr om dem. De yngre av byggnaderna som grävts ut har varit knuttimrade och antas ha haft torvtak. I byns norra del finns resterna av ett stall. I anslutning till detta, och i ett intilliggande bostadshus har man bland annat hittat ett beslag från en värjeslida, mynt, keramik och en öltapp vilket tyder på att det var på denna plats gästgiveriet låg. De vikingatida byggnaderna har i stor utsträckning utgjorts av så kallade grophus.

## Moderna skador
Delar av lämningarna förstördes på 1930-talet då försvaret anlade ett fort på platsen, vilket bland annat innehöll skyddsrum, bunkrar, kanonvärn och underjordiska tunnlar. Gamla Enköpingsvägen passerar dessutom över delar av området.